# Перевёрнутая E
Ǝ, ǝ (перевёрнутая E, в Юникоде заглавная буква называется зеркальная E) — буква расширенной латиницы. Используется в паннигерийском алфавите, где является 8-й буквой алфавита. Буква также входит в африканский эталонный алфавит, где является 14-й буквой. В научном алфавите для языков Габона является 5-й буквой и обозначает звук [ə]. Буква также использовалась в ранней версии Юнифона для английского (в настоящий момент заменена буквой ), а также в версиях Shaw-Malone Forty-Phoneme Alphabet, Indian Unifon Single-Sound Alphabet и в версии для языка юрок.
В логотипе рэпера Эминема вместо второй E между буквами N и M также используется буква Ǝ.
Похожий на заглавный вариант этой буквы символ используется для обозначения квантора существования.